# Минкина, Валентина Альфредовна
Валенти́на Альфре́довна Ми́нкина  (5 марта 1941, Ленинград — 18 ноября 2004, Санкт-Петербург) — информатик, библиографовед, доктор педагогических наук (1993), профессор (1995).

## Биография
Окончила Ленинградский государственный институт культуры в 1964 году и была зачислена в штат преподавателей в 1970 году. В том же году защитила кандидатскую диссертацию на тему «Информационно-поисковые языки и отражение ими новых понятий», в 1993 году — докторскую диссертацию «Библиотечно-библиографическое обслуживание в непрерывном образовании специалистов». В 1991 году возглавила кафедру научно-технической информации (позже была переименована в кафедру информационного менеджмента) и занимала этот пост до своей смерти в 2004 году.

## Научная деятельность
Автор более 150 публикаций (статьи, монографии, научные пособия, справочники) в области документоведения, теории документальных потоков, библиографии естествознания и техники, библиотечно-библиографического обслуживания специалистов и информационного менеджмента. Руководила 15 соискателями на звание кандидатов и докторов наук.

### Основные публикации
- Минкина, В. А. Информационно-поисковые языки и отражение ими новых понятий: Дис. … канд. пед. наук: 05.25.03 / В. А. Минкина; науч. рук. Л. В. Зильберминц; ЛГИК им. Н. К. Крупской. — Л., 1970. — 290 с.
- Минкина, В. А. Основные направления качественной оценки технической литературы // Науч. и техн. б-ки СССР. — 1979. — № 1. — С. 11—16.
- Минкина, В. А. Техническая литература как источник информации: учеб. пособие / В. А. Минкина, Э. Е. Рокицкая; ЛГИК им. Н. К. Крупской. — Л., 1979. — 68 с.: табл.
- Минкина, В. А. Изучение документальных потоков для определения ценностных свойств технической литературы // Документальные потоки по естествознанию и технике и проблемы библиографии: сб. науч. тр. / ЛГИК им. Н. К. Крупской. — Л., 1983. — С. 111—123.
- Минкина, В. А. Совершенствование справочно-информационного обслуживания в НТБ предприятий и организаций // Науч. и техн. б-ки СССР. — 1984. — № 4. — С. 10—18.
- Минкина, В. А. Информационный маркетинг // Науч. и техн. б-ки СССР. — 1989. — № 8. — С. 8—12.
- Минкина, В. А. Проблемы организации справочно-информационного обслуживания специалистов // Науч.-техн. б-ки СССР. — 1991. — № 11. — С.11-20.
- Минкина, В. А. Отраслевая библиография как средство стимулирования творческой активности специалистов: сб. науч. трудов / под ред. В. А. Минкиной. — СПб.: СПбГИК, 1992. — 175 с.
- Минкина, В. А. Библиотечная система крупного города: Состояние и перспективы развития / под ред. В. А. Минкиной. — СПб.: Политехника, 1993. — 143 с.
- Минкина, В. А. Библиографическое обслуживание в непрерывном образовании специалистов: дис. … докт. пед. наук / СПбГАК. — СПб., 1993. — Т. 1, 2. — 580 с.
- Минкина, В. А. Информационная культура специалиста: содержание и пути формирования // Российская культура и высшая школа. — СПб., 1993. — С. 57—58.
- Минкина, В. А. Современные продукты и услуги: попытка классификации и анализа тенденций развития / В. А. Минкина, В. В. Брежнева // Информационные ресурсы России. — 1995. — № 6. — C. 26-29.
- Минкина, В. А. Библиотека и ученый навстречу друг другу / С. А. Кугель, О. М. Зусьман, В. А. Минкина // Науч. и техн. б-ки. — 1996. — № 5. — С. 3—21.
- Справочник библиотекаря / под ред. А. Н. Ванеева, В. А. Минкиной. — 2-е изд., испр. и доп. — СПб.: Профессия, 2001. — 448 с.
- Справочник библиографа / под. ред. А. Н. Ванеева, В. А. Минкиной. — СПб.: Профессия, 2002. — 528 с.
- Справочник информационного работника / науч. ред. Р. С. Гиляревский, В. А. Минкина; СПбГУКИ. — СПб.: Профессия, 2005. — 552 с.
- Минкина, В. А. Информационное обслуживание: продукты и услуги библиотек и информационных центров / В. В. Брежнева, В. А. Минкина; СПбГУКИ. — СПб.: Профессия. 2006. — 303 с.

## Награды
- Заслуженный работник высшей школы Российской Федерации (1999) — за заслуги в научно-педагогической работе и подготовку высококвалифицированных специалистов (Указ Президента РФ от 17.06.1999 № 786 «О награждении государственными наградами Российской Федерации»).